# Partyzana

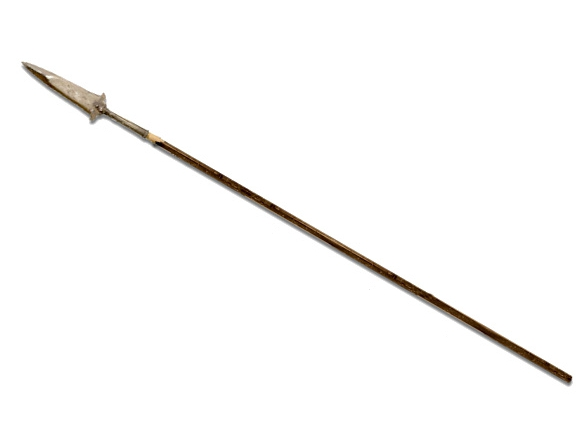
Partyzana z XVII wieku, 196 cm

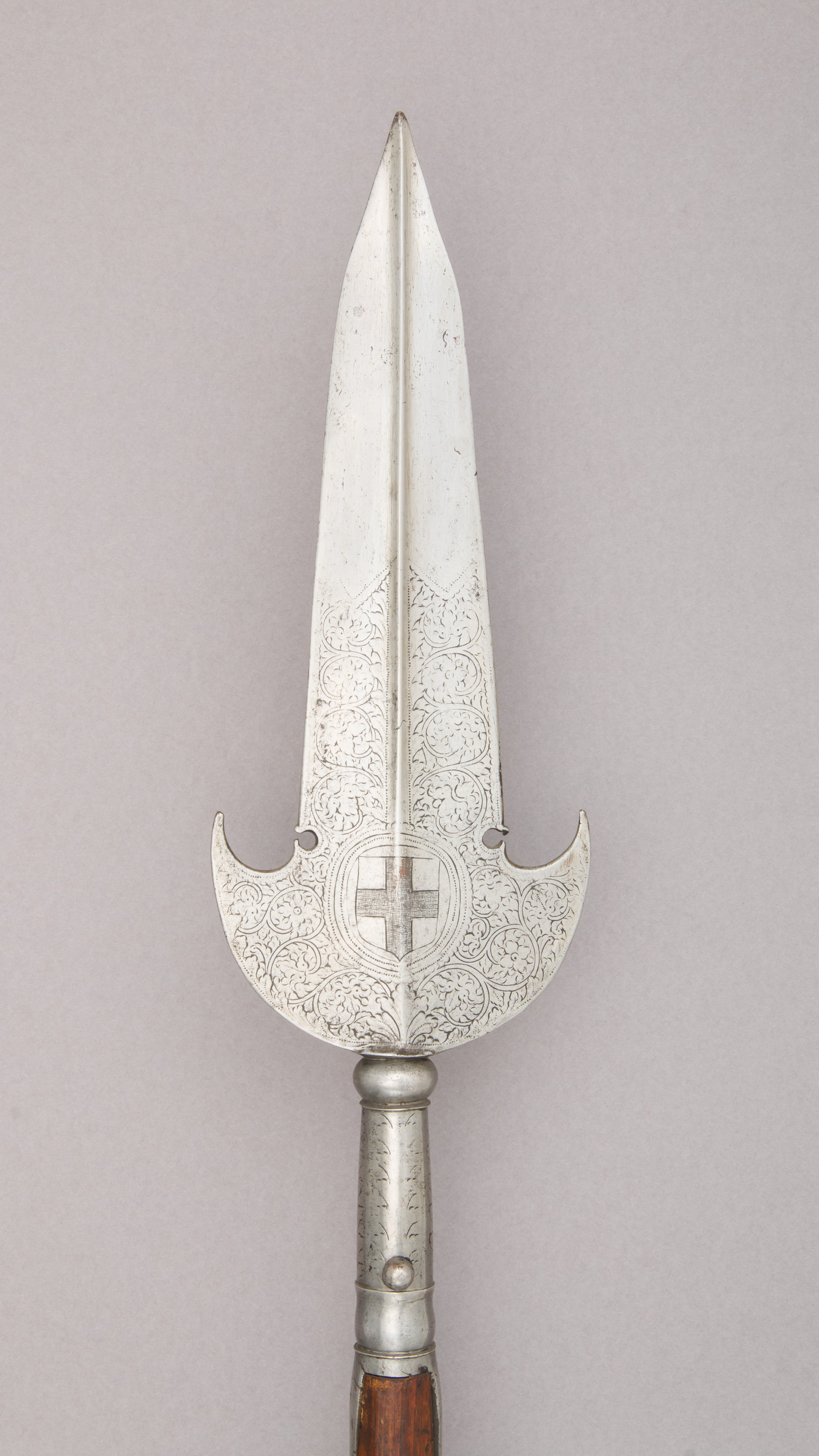
Żeleźce partyzany

Partyzana – broń drzewcowa o obosiecznym grocie, mającym u nasady dwa rozgałęzienia o kształcie skrzydeł lub półksiężyca. W XVII wieku przekształciła się w typ broni znany jako szponton.
Używana na zachodzie Europy w XV wieku jako broń bojowa piechoty, w XVII wieku stała się bronią paradną: oznaką godności oficerskiej oraz bronią straży pałacowych.
W Polsce mniej popularna, używana głównie jako broń paradna straży. W Rosji pojawiła się w XVII wieku i była używana do lat 30. XVIII wieku. Z racji faktu, że stała się oznaką stopni oficerskich, nazywana też była kapralskim kijem.